# Международная автомобильная выставка в Санкт-Петербурге (1910)
III Международная автомобильная выставка — автомобильная выставка, открывшаяся в Санкт-Петербурге 15 мая 1910 года. Основные мероприятия проходили в комплексе зданий Михайловского манежа. Целью выставки была заявлена популяризация российского автомобилестроения, а также  расширение и упорядочивание отечественного автомобильного рынка.

## Описание выставки
Для организации мероприятия был учреждён распорядительный комитет выставки. Председателем комитета был выбран первый секретарь «Российского автомобильного общества» Владимир Владимирович Свечин. В распорядительного комитета также вошли: граф В. В. Гудович, князь А.Д. Оболенский,  барон Н.Н. фон Корф, граф А.А. Мордвинов. Местом проведения автосалона был выбран Михайловский манеж в Санкт-Петербурге.
По правилам выставки все экспонаты делились на семь классов:
- Легковые автомобили, шасси и аэропланы
- Автомобильные корпуса без шасси
- Грузовики, дилижансы, омнибусы, сельскохозяйственная техника. Автомобили для промышленных, торговых и общественных целей. Техника для специальных целей (пожарная, санитарная, военная)
- Моторные суда и их части
- Мотоциклы и велосипеды. Шины. Ремонтное и гаражное оборудование
- Спортивные принадлежности. Одежда для автомобилизма, циклизма и туризма
- Топливо, смазочные материалы и ёмкости для их хранения

## Участники выставки
Организационный комитет, для привлечения большего количества экспонентов, установил низкую плату за аренду выставочных площадей, объявил о значительном снижении страховочных и таможенных тарифов для участников выставки, предоставил преференции на проживание и питание для делегатов. Доставка экспонатов железнодорожным транспортом по территории Российской империи была бесплатной. Было разослано большое количество персональных приглашений.
Фирмы — участники выставки:
| Россия: - «Русско-Балтийский вагонный завод» - Завод «Треугольник» - Товарищество «Проводник» - «Петербургская фабрика П.Д. Яковлева» - «И.П. Пузырев» - «Зорге, Михайловский и К°» | Франция: - «Панар-Левассор» (Panhard-Levassor) - «Арбенс» (Arbenz) - «Де Дион» (De Dion-Bouton) - «Шаррон» (Charron) - «Пежо» (Peugeot) | Германия: - «Мерседес» (Mercedes) - «Бенц» (Benz) - «Гаггенау» (Gaggenau) - «Бюссинг» (Büssing) - «Континенталь» (Continental) | Англия: - «Вальвелесс» (Valveless) - «Лагонда» (Lagonda) - «Аустин» (Aston) - «Даймлер» (Daimler) - «Коммер» (Commer) | Италия: - «Фиат» (F.I.A.T) - «Изотта Фраскини» (Isotta Fraschini) |  |

Производители представили публике ровно 100 автомобилей, две лодки и два аэроплана. По группам автомобили разделились следующим образом: 10 грузовиков, 2 омнибуса, 1 товарный, 3 двухместных, 12 лимузинов, 23 ландоле, 31 фаэтон и 17 шасси. Большинство автомобилей были с карданной передачей. К 25 мая на выставке было продано более 50 автомобилей. Многие производители получили дополнительные заказы на свою продукцию. Так, Русско-Балтийский завод, привезя на выставку пять машин, продал двадцать.

## Награды
Экспертная комиссия за лучшие экспонаты присудила как правительственные, так и частные награды в виде «Дипломов», «Похвальных листов», «Похвальных отзывов», Золотых и Серебряных медалей.
| Награда                                                          | Награждённый                                    | Страна    | Примечание                                                             |
| ---------------------------------------------------------------- | ----------------------------------------------- | --------- | ---------------------------------------------------------------------- |
| Золотая медаль от Военного Министерства                          | Русско-Балтийский вагонный завод                | Россия    | За установление автомобильного производства в России                   |
| Серебряная медаль от Военного Министерства                       | Первое Товарищество Российского воздухоплавания | Россия    | За введение в России производства летательных аппаратов                |
| Серебряная медаль от Военного Министерства                       | «Эльрих и К°»                                   | Россия    | За хорошее качество автомобильных смазочных масел                      |
| Большая золотая медаль от Министерства Торговли и Промышленности | «Даймлер» (Daimler)                             | Англия    | За высокое качество автомобилей и применение двигателей системы Knight |
| Большая золотая медаль от Министерства Торговли и Промышленности | «Зауэр» (Saurer)                                | Швейцария | За высокое качество грузовых автомобилей                               |
| Большая золотая медаль от Министерства Торговли и Промышленности | «Изотта Фраскини» (Isotta Fraschini)            | Италия    | За высокое качество автомобильных шасси                                |
| Большая золотая медаль от Министерства Торговли и Промышленности | «Остин Мотор» (Austin Motor)                    | Франция   | За высокое качество автомобильных шасси                                |
| Большая золотая медаль от Министерства Торговли и Промышленности | «Треугольник»                                   | Россия    | За высокое качество автомобильных шин                                  |

Кроме Больших золотых медалей от «Министерства Торговли и Промышленности» были вручены 13 Малых золотых медалей, 7 Больших серебряных медалей, 5 Малых серебряных медалей, 4 «Похвальных листа». От «Императорского Российского пожарного общества» два «Похвальных отзыва» получили «Русское противопожарное общество» и общество «Эврика-Богатырь».